# César Sánchez Pérez
|  | Si cerqueu altres usos, vegeu César Sánchez. |

César Sánchez Pérez (Navalmoral de la Mata, província de Càceres, 26 d'agost de 1978) és un sociòleg i polític valencià d'origen extremeny, alcalde de Calp i diputat a les Corts Valencianes en la VII, VIII i IX legislatures. Va ser President de la Diputació d'Alacant.

## Biografia
Llicenciat en sociologia per la Universitat d'Alacant. Ha estat vicesecretari general de Nuevas Generaciones del Partit Popular i regidor de l'ajuntament de Calp el 2003-2007. Posteriorment ha estat assessor del gabinet del President de la Generalitat Valenciana i diputat per la província d'Alacant a les eleccions a les Corts Valencianes de 2007, 2011 i 2015. L'agost de 2015 renuncià al seu escó quan fou nomenat president de la Diputació d'Alacant.
El 2011 encapçalà la candidatura del PP i fou investit alcalde de Calp amb els vots del seu partit (10) i el d'una regidora del partit local Calp Independents-Verds. A les eleccions municipals espanyoles de 2015 fou reescollit alcalde de Calp.